# Girls Like
Singles par Tinie Tempah
Turn the Music Louder (Rumble) (en)
(2015) Mamacita (en)
(2016)
Singles par Zara Larsson
Never Forget You
(2015) This One's for You
(2016)
Girls Like est une chanson de Tinie Tempah featuring Zara Larsson sortie le 26 février 2016.

## Distinctions
Tinie Tempah et Zara Larsson reçoivent une nomination aux prix de la chanson de l'année pour Girls Like lors des MOBO Awards 2016. Ils sont également nommés aux prix du single britannique de l'année (en) et de la vidéo britannique de l'année (en) lors des Brit Awards 2017.

## Classements et certifications
| Classement (2016)                              | Meilleure position |
| ---------------------------------------------- | ------------------ |
| Allemagne (GfK Entertainment)                  | 83                 |
| Australie (ARIA)                               | 15                 |
| Australie (ARIA Urban)                         | 3                  |
| Belgique (Flandre Ultratop 50 Singles)         | 16                 |
| Belgique (Flandre Ultratop 50 Airplay)         | 12                 |
| Belgique (Flandre Ultratop 50 Dance)           | 2                  |
| Belgique (Flandre Ultratop R&B/Hip-Hop)        | 5                  |
| Belgique (Wallonie Ultratip Bubbling Under 50) | 23                 |
| Belgique (Wallonie Ultratop 50 Dance)          | 42                 |
| Canada (Hot 100)                               | 84                 |
| Canada (CHR/Top 40)                            | 34                 |
| Danemark (Tracklisten)                         | 25                 |
| Écosse (OCC)                                   | 8                  |
| États-Unis (Pop Airplay)                       | 28                 |
| États-Unis (Rap Digital Song Sales)            | 17                 |
| États-Unis (Rhythmic Songs)                    | 32                 |
| Europe (Digital Song Sales)                    | 9                  |
| Finlande (Suomen virallinen lista)             | 20                 |
| France (SNEP)                                  | 106                |
| Irlande (IRMA)                                 | 12                 |
| Mexique (Mexico Airplay (en))                  | 30                 |
| Mexique (Mexico Ingles Airplay (en))           | 13                 |
| Norvège (VG-lista)                             | 30                 |
| Nouvelle-Zélande (RMNZ)                        | 17                 |
| Pays-Bas (Nederlandse Top 40)                  | 10                 |
| Pays-Bas (Single Top 100)                      | 9                  |
| Pologne (ZPAV)                                 | 47                 |
| Portugal (AFP)                                 | 89                 |
| Royaume-Uni (UK Singles Chart)                 | 5                  |
| Royaume-Uni (UK Dance Chart)                   | 2                  |

| Classement (2016)                 | Position |
| --------------------------------- | -------- |
| Australie (ARIA)                  | 90       |
| Australie (ARIA Urban)            | 13       |
| Belgique (Flandre Ultratop)       | 64       |
| Belgique (Flandre Ultratop Dance) | 16       |
| Belgique (Flandre Ultratop Urban) | 13       |
| Danemark (Tracklisten)            | 59       |
| Pays-Bas (Nederlandse Top 40)     | 55       |
| Pays-Bas (Single Top 100)         | 51       |
| Pays-Bas (Airplay)                | 59       |
| Royaume-Uni (UK Singles Chart)    | 26       |
| Suède (Sverigetopplistan)         | 67       |

| Région | Certification | Ventes/Streams |
| --- | ------------- | -------------- |
| Allemagne (BVMI) | Or            | 200 000‡       |
| Australie (ARIA) | Platine       | 70 000‡        |
| Belgique (BEA) | Or            | 15 000*        |
| Danemark (IFPI Danmark) | Platine       | 90 000^        |
| Italie (FIMI) | Or            | 25 000‡        |
| Norvège (IFPI Norway) | Platine       | 40 000‡        |
| Nouvelle-Zélande (RMNZ) | Or            | 7 500*         |
| *Ventes selon la certification ^Mise en rayon selon la certification xNon précisé par la certification ‡ventes/streaming selon la certification |               |                |